# Robin Crutchfield
Pour les articles homonymes, voir Crutchfield.
Robin Crutchfield est un artiste américain, connu comme l'un des membres fondateurs du mouvement no wave new-yorkais.

## Biographie
Crutchfield s'installa à new York vers le milieu des années 1970. C'est là qu'il participa, aux côtés d'Arto Lindsay et Ikue Mori, à la formation du groupe DNA, dont l'influence fut déterminante sur l'éclosion de la no wave. Il joua du clavier dans la première déclinaison de ce dernier, avant de fonder son propre groupe Dark Day en 1979.

## Discographie

### Avec DNA
- You & You / Little Ants, 1978 - Lust/Unlust Music
- No New York (compilation, 4 titres de DNA), 1978 - Antilles
- DNA On DNA, 2004 - No More Records

### Dark Day
- Hands In The Dark / Invisible Man, 1979 - Lust/Unlust Music
- Exterminating Angel, 1980 - Lust/Unlust Music
- Trapped / The Exterminations 1-6, 1981 - Lust/Unlust Music
- Window, 1982 - Plexus USA
- Darkest Before Dawn, 1989 - Nigh Eve Productions
- Dark Day Collected: 1978-1982, 1998 - Daft Records
- Strange Clockwork, 1999 - autoproduit
- Loon, 2000 - autoproduit
- Robin Crutchfield reading from The White Things, 2001 - autoproduit
- The Happy Little Oysters, 2001 - autoproduit
- Fifty: A Half-Life, 2002 - autoproduit
- Dark Day: Strange Clockwork, 2003 - Nigh Eve Recordings
- Strange Remains, 2005 - autoproduit

### En solo
- SongsForFaerieFolk, 2006 - autoproduit
- ToadstoolSoup, 2006 - Nigh Eve Recordings
- For Our Friends In The Enchanted Otherworld, 2007 - Hand/Eye
- The Hidden Folk, 2009 - Important